# Blonde Ransom
Blonde Ransom är en svartvit amerikansk film från 1945. Filmen hade världspremiär i USA i maj 1945, den har inte haft svensk premiär.

## Rollista (urval)
- Donald Cook - Duke Randall
- Virginia Grey - Vicki Morrison
- Louis Da Pron - dansare (ej krediterad)